# Proton Persona (BH)
Proton Persona (BH) (кодовое название P2-31A) — переднеприводной легковой автомобиль особо малого класса, выпускающийся малайзийской компанией Proton Edar Sdr Holding с 23 августа 2016 года, третье поколение автомобилей Proton Persona.

## История
Автомобиль Proton Persona третьего поколения впервые был представлен 23 августа 2016 года в малайзийском городе Шах-Алам. Представляет собой автомобиль, очень похожий на Proton Iriz, но с новым дизайном. Модификации — Standard MT, Standard CVT, Executive CVT и Premium CVT. Автомобиль Proton Persona оборудован защитой Proton Vehicle Dynamic Control, ECO Drive Assist, парковочными датчиками и 15-дюймовыми дисками в общей хромированной оправе. Краш-тест автомобиля оценён на 5 звёзд.
К 19 сентября 2016 года было произведено 8000 единиц Proton Persona третьего поколения, из которых 2000 — серийные. Спрос вырос до 45%.
В апреле 2019 года автомобиль Proton Persona (BH) прошёл фейслифтинг. Современная версия автомобиля производится с 5 августа 2021 года.

## Галерея

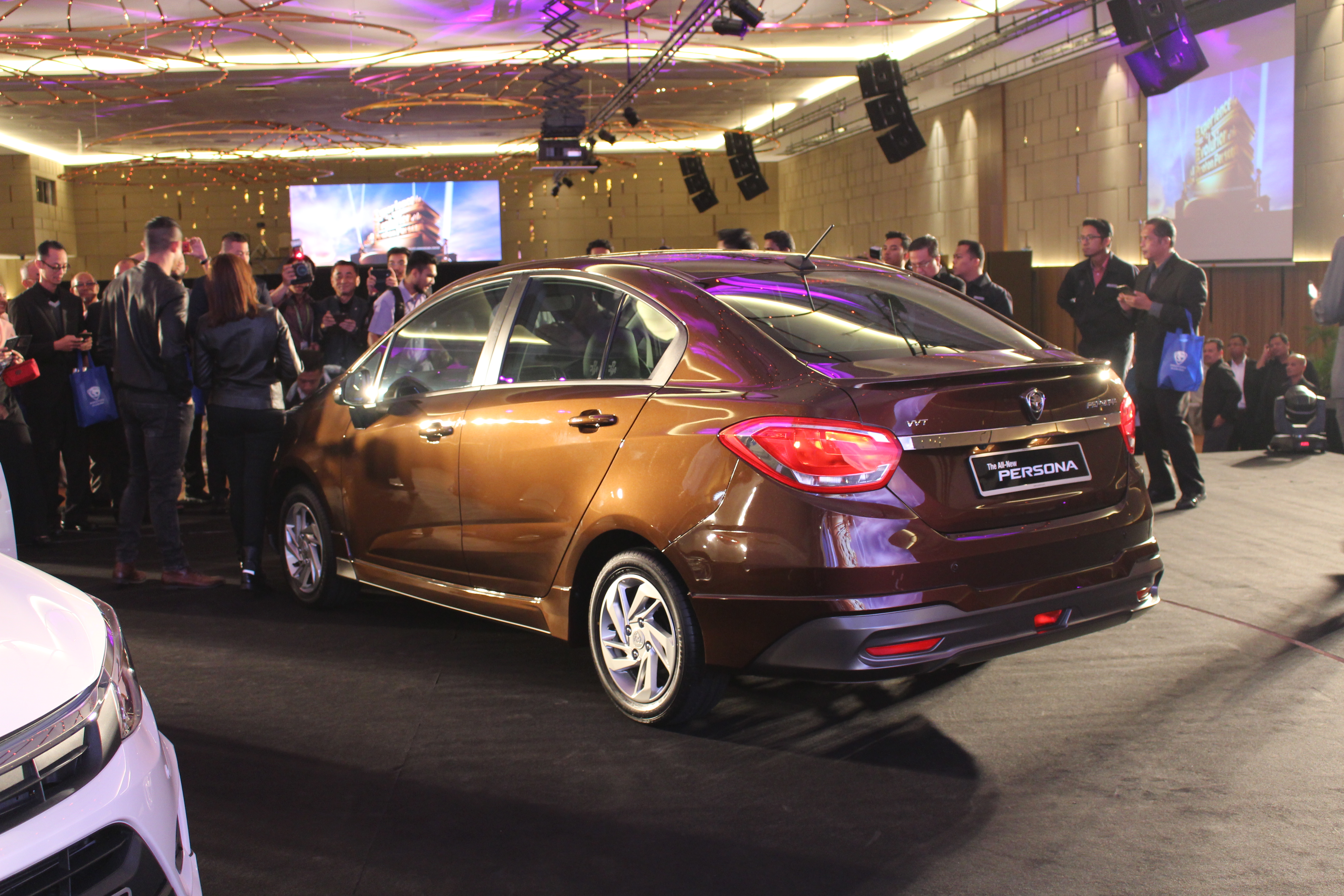
Презентация автомобиля Proton Persona Premium (SE)
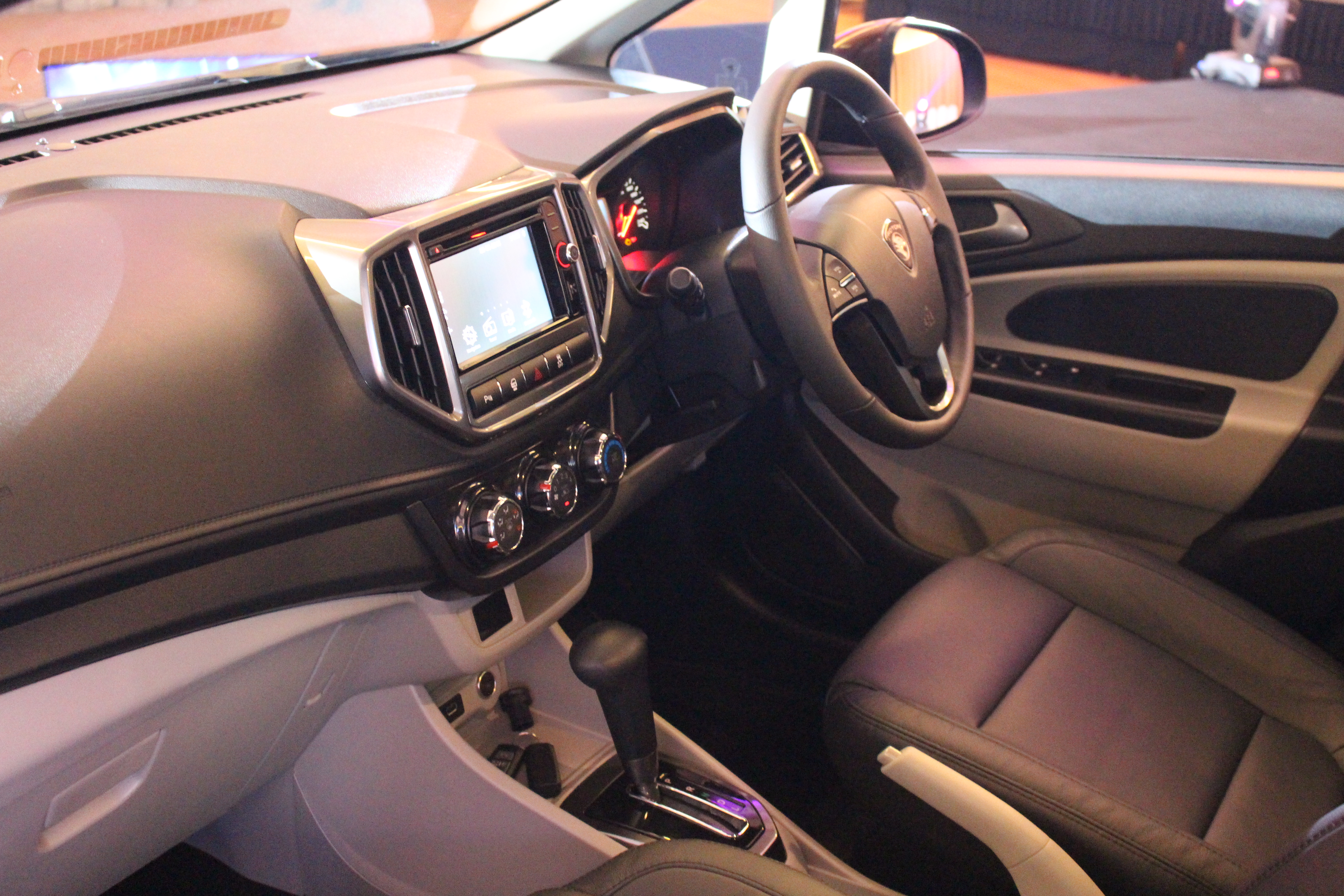
Место водителя
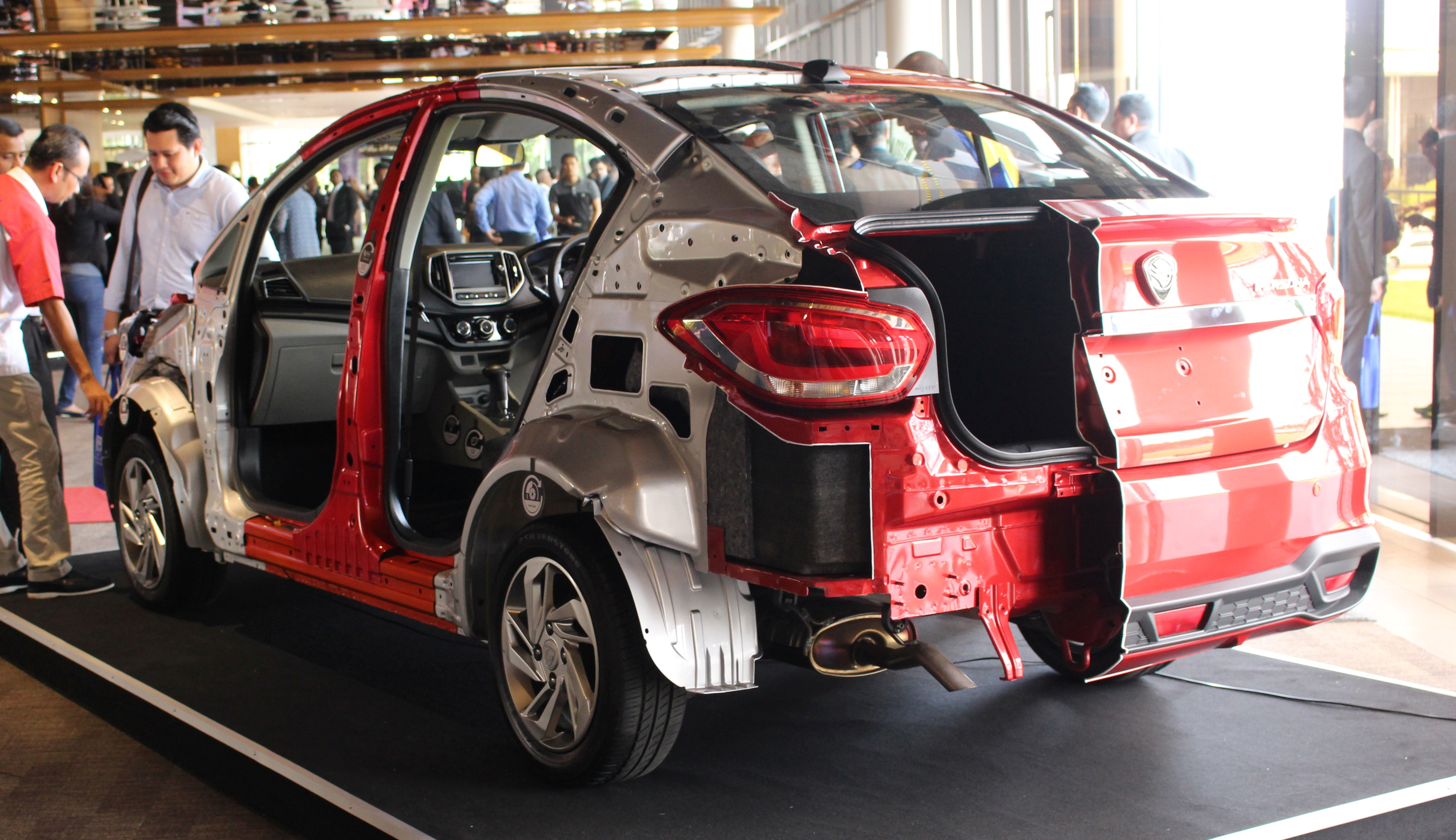
Сборка автомобиля
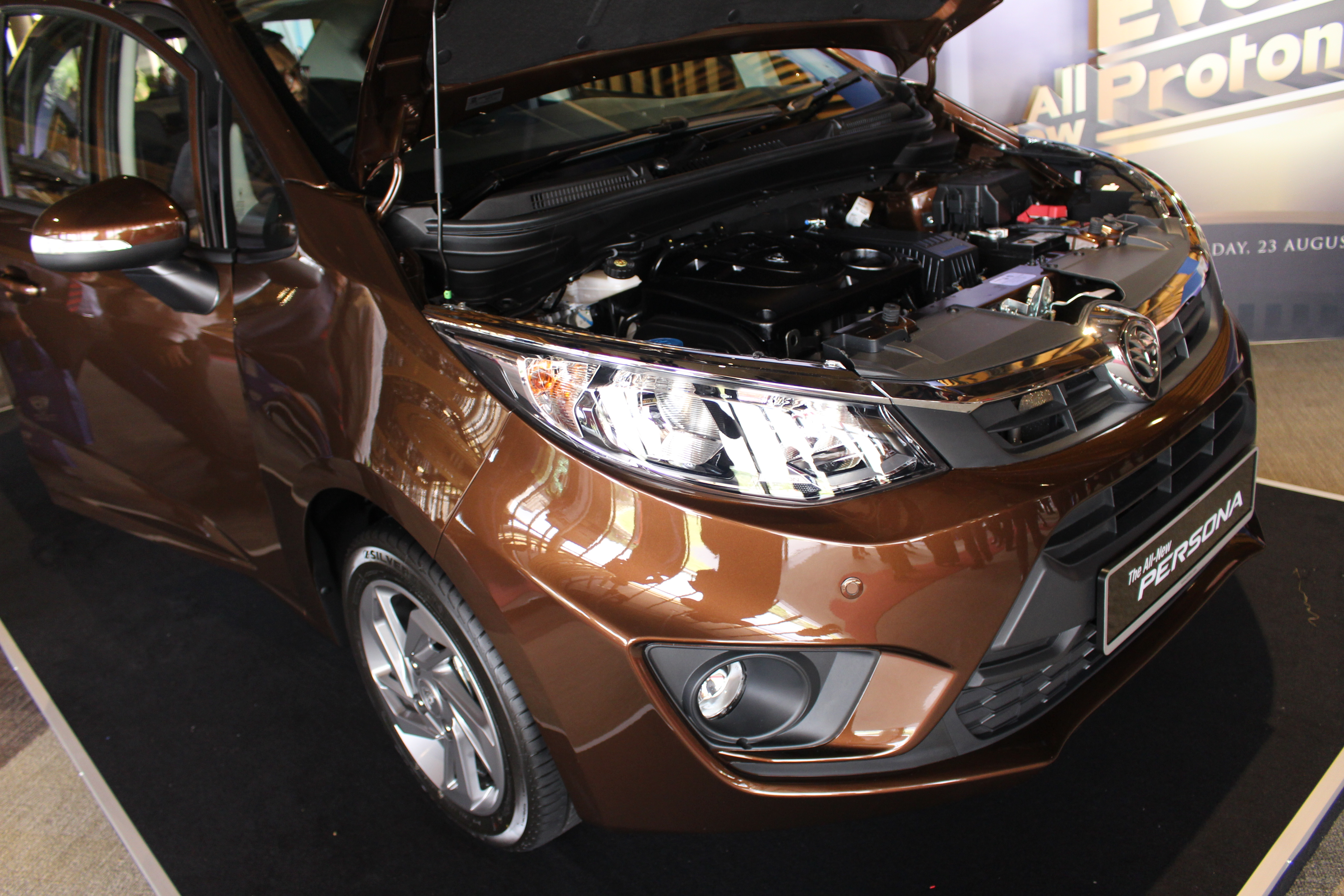
Двигатель автомобиля